# جزیره جانس (ساسکاچوان)
جزیره جانس (به انگلیسی: Johns Island) یک جزیره غیر مسکونی در کانادا است که در ساسکاچوان واقع شده‌است. جزیره جانس ۰ نفر جمعیت دارد.